# Seznam členů třináctého Knesetu
Tento článek je seznam členů 13. Knesetu, který byl zvolen v volbách do Knesetu 23. června 1992. Jeho funkční období trvalo až do zvolení následujícího (čtrnáctého) Knesetu v roce 1996.
120 členů třináctého Knesetu bylo rozděleno podle stranické příslušnosti následovně:
- 44 mandátů Izraelská strana práce
- 32 mandátů Likud
- 12 mandátů Merec
- 8 mandátů Comet
- 6 mandátů Mafdal
- 6 mandátů Šas
- 4 mandáty Sjednocený judaismus Tóry
- 3 mandáty Chadaš
- 3 mandáty Moledet
- 2 mandáty Arabská demokratická strana

## Seznam poslanců
- poslanecký klub Izraelská strana práce

Avital • Bar'am • Bejlin • Ben Eliezer • Ben Menachem • Bochbot • Burg (pak Hadád) • Kohen • Eli Dajan • Ja'el Dajan • Edri • Elul • Gal • Goldman • Goldschmidt • Gur (pak Kac-Oz, pak Šomer) • Chariš • Icik • Kahalani (odešel do ha-Derech ha-Šlišit) • Kac • Kesar • Las • Liba'i • Lubelsky • Masálaha • Mejrom • Namir (pak Nir) • Or • Peres • Perec • Rabin (pak Arad) • Ramon • Sagi • Šachal • Šefi • Šitrit • Šochat • Sne • Taríf • Vanunu • Weiss • Jechezk'el • Zisman ( odešel do ha-Derech ha-Šlišit) • Zvili
- poslanecký klub Likud

Amor • Asad • Begin • Ben Elisar • Blumenthal • Ejtan • Eli • Gur (odešel mezi nezařazené) • Hanegbi • Hirschson • Kacav • Kaufman (pak Achime'ir) • Landau • Levy (odešel do Gešer) • Livnat • Magen (odešel do Gešer) • Maca • Mena • Meridor • Milo (pak Weinstein, pak Racon) • Nachman • Netanjahu • Nisim • Olmert • Pat • Šalom • Šam'aj • Šamir • Šaron • Šitrit • Šilansky • Tichon
- poslanecký klub Merec

Aloni • Caban • Chazan • Kohen • Ma'or • Oron • Poraz • Rubinstein • Jahjá • Sarid • Temkin • Zucker
- poslanecký klub Comet

Badaš • Dajan • Ejtan • Goldfarb (odešel do Ji'ud, pak do Atid) • Peled • Salmovič (odešla do Ji'ud, pak do Atid) • Sandberg • Segev (odešel do Ji'ud)
- poslanecký klub Mafdal

Bibi • Hammer • Levy • Porat • Šaki • Jahalom
- poslanecký klub Šas

Azran (odešel mezi nezařazené) • Benizri • Deri • Gamli'el • Ma'ja • Pinchasi
- poslanecký klub Sjednocený judaismus Tóry

Halpert (pak Gafni) • Perec (pak Ravic) • Poruš (pak Verdiger) • Šapira (odešel do Agudat Jisra'el)
- poslanecký klub Chadaš

Gožansky • Mach'amid • Zi'ad (pak Salím)
- poslanecký klub Moledet

Bagad (odešel mezi nezařazené) • Gutman (odešel do Jamin Jisra'el) • Ze'evi
- poslanecký klub Arabská demokratická strana

Darávaša • as-Sána
- poznámka:

abecední řazení, nikoliv podle pozice na kandidátní listině